# Wouter van Zijl
Wouter van Zijl es un deportista sudafricano que compitió en judo. Ganó una medalla de plata en los Juegos Panafricanos de 1999, en la categoría de –60 kg.

## Palmarés internacional
| Juegos Panafricanos | Juegos Panafricanos       | Juegos Panafricanos | Juegos Panafricanos |
| Año                 | Lugar                     | Medalla             | Categoría           |
| ------------------- | ------------------------- | ------------------- | ------------------- |
| 1999                | Johannesburgo (Sudáfrica) | Medalla de plata    | –60 kg              |